# Ruce
Ruce är ett vattendrag i Burundi.   Det ligger i provinsen Cibitoke, i den nordvästra delen av landet, 80 kilometer norr om huvudstaden Bujumbura.
Omgivningarna runt Ruce är en mosaik av jordbruksmark och naturlig växtlighet. Runt Ruce är det tätbefolkat, med 297 invånare per kvadratkilometer.